# Східна область (Гана)
Східна область — одна з десяти адміністративних одиниць Гани, розташована на півдні країни. Межує з озером Вольта на сході, на півночі — з областями Бронг-Ахафо та Ашанті, на заході — з областю Ашанті, на півдні — з областями Центральна та Велика Аккра.

## Адміністративний поділ
Область поділяється на 26 адміністративних округів:
| Округи Східної області | Округи Східної області  | Округи Східної області | Округи Східної області |
| #                      | Округ                   | Столиця                | Населення              |
| ---------------------- | ----------------------- | ---------------------- | ---------------------- |
| 1                      | Аквапім-Норт            | Мампонг-Аквапім        |                        |
| 2                      | Аквапім-Саут            | Абурі                  |                        |
| 3                      | Акієманса               | Офоасе                 |                        |
| 4                      | Асуог'яман              | Атімпоку               |                        |
| 5                      | Атіва                   | Квабенг                |                        |
| 6                      | Аєнсуано                | Докрокійва             |                        |
| 7                      | Бірім-Централ           | Акім-Ода               |                        |
| 8                      | Бірім-Норт              | Нью-Абірем             |                        |
| 9                      | Бірім-Саут              | Акім-Сведру            |                        |
| 10                     | Денкаємбур              | Акватіа                |                        |
| 11                     | Східний Акім            | Кібі                   |                        |
| 12                     | Фантеаква               | Бегоро                 |                        |
| 13                     | Кваебібірем             | Каде                   |                        |
| 14                     | Квагу-Афрам-Плейнз-Норт | Донкоркром             |                        |
| 15                     | Квагу-Афрам-Плейнз-Саут | Теасе                  |                        |
| 16                     | Квагу-Іст               | Пепеасе                |                        |
| 17                     | Квагу-Саут              | Мпраесо                |                        |
| 18                     | Квагу-Вест              | Нкавкав                |                        |
| 19                     | Нижня Маніа-Кробо       | Одумасе-Кробо          |                        |
| 20                     | Нью-Жуабен              | Кофорідуа              |                        |
| 21                     | Нсавам-Адоагійре        | Нсавам                 |                        |
| 22                     | Сугум                   | Сугум                  |                        |
| 23                     | Верхня Маніа-Кробо      | Асесева                |                        |
| 24                     | Верхній Західний Акім   | Адейсо                 |                        |
| 25                     | Західний Акім           | Асаманкесе             |                        |
| 26                     | Йїло-Кробо              | Соманіа                |                        |
| Разом                  |                         |                        |                        |

## Відомі уродженці
| Відомі уродженці Східної області | Відомі уродженці Східної області | Відомі уродженці Східної області |
| #                                | Особа                            | Населений пункт                  |
| -------------------------------- | -------------------------------- | -------------------------------- |
| 1                                | Абеді Пеле                       | Кібі                             |
| 2                                | Саміа Нкрума                     | Абурі                            |
| 3                                | Андре Айєв                       | Кібі                             |
| 4                                | Джордан Айєв                     | Кібі                             |
| 5                                | Нана Акуфо-Аддо                  | Кібі                             |
| 6                                | Джордж Боатенг                   | Нкавкав                          |